# Adonais

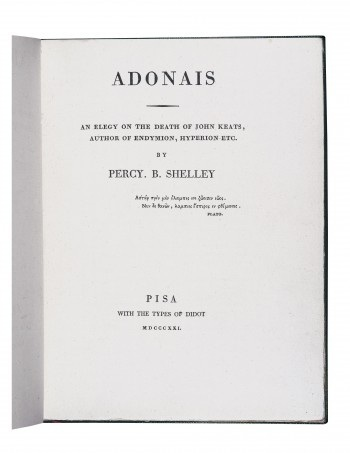
Strona tytułowa Adonais Percy'ego Bysshe Shelleya

William Hilton, Portret Johna Keatsa

Adonais – utwór angielskiego poety romantycznego Percy'ego Bysshe Shelleya, będący elegią na cześć młodo zmarłego Johna Keatsa, opublikowany w 1821. Poemat jest napisany strofą spenserowską, czyli zwrotką dziewięciowersową rymowaną ababbcbcc. Składa się z pięćdziesięciu pięciu takich strof. Na język polski utwór przełożył Jan Kasprowicz.
I WEEP for Adonais—he is dead!

O, weep for Adonais! though our tears

Thaw not the frost which binds so dear a head!

And thou, sad Hour, selected from all years

To mourn our loss, rouse thy obscure compeers,

And teach them thine own sorrow! Say: ‘With me

Died Adonais; till the Future dares

Forget the Past, his fate and fame shall be

An echo and a light unto eternity!